# Rudolf von Batrun
Rudolf von Batrun (frz. Rostain de Boutron; † nach 1282) war Herr von Batrun in der Grafschaft Tripolis.
Er war der älteste Sohn von Jakob von Batrun und dessen Gattin Clarence von Hazart, Tochter des Wilhelm von Hazart. Sein Vater war der jüngere Bruder von Wilhelm II., Herr von Batrun. Nach dem kinderlosen Tod seines Vetters Johann von Batrun um 1277 erbte Rudolf von ihm die Burg und Herrschaft Batrun.
Seine Unterschrift auf einer Urkunde vom 26. Februar 1282 ist der letzte urkundliche Beleg, dass er noch lebte. Damals war er auf der Burg Nephin als Zeuge anwesend, als dort der Großmeister des Templerordens Guillaume de Beaujeu beim Grafen Bohemund IV. von Tripolis Anklage gegen Guido II., Herr von Gibelet, erhob.
Nachdem 1289 die Stadt Tripolis von den Mamluken unter Sultan Qalawun erobert worden war, und dieser nun Batrun bedrohte, wurde Batrun kampflos geräumt und die Herrschaft fiel endgültig an die Muslime.